# Streptocephalus areva
Streptocephalus areva är en kräftdjursart som beskrevs av Brehm 1954. Streptocephalus areva ingår i släktet Streptocephalus och familjen Streptocephalidae. Inga underarter finns listade i Catalogue of Life.